# Éomer
Éomer (narozen 2991 T. v a zemřel 63 Č. v) je maršálem a později králem Rohanu v trilogii Pán prstenů o fiktivním světě Středozem J. R. R. Tolkiena. Ve filmové trilogii jej hrál Karl Urban.

## Život
Éomer z rodu Éorlova byl synem Éomunda, maršála Rohanu, a Théodwyn, sestry krále Théodena. Měl sestru Éowyn. Po smrti rodičů je adoptoval jeho strýc Théoden. Byl třetím maršálem Marky a mocný vůdce lidí. Jeho manželkou byla Lothíriel z Dol Amrothu a měli spolu syna Elfwina Sličného.
U Fangornu jeho éored (vojenský oddíl) zničil oddíl Uruk-hai, který držel v zajetí Smíška a Pipina, a pravděpodobně zabránil jejich znovuzajetí při útěku. Nikdo z jeho lidí si jich ale nevšiml. Poté potkal Aragorna, Gimliho a Legolase a teprve od nich se o hobitech dozvěděl.
Po návratu do Edorasu byl Grímou Červivcem uvězněn. Po Gandalfově osvobození krále ze Sarumanovy moci byl propuštěn. Zúčastnil se bitvy u Hlásky a poté jel do Železného pasu proti Sarumanovi.
V bitvě na Pelenorských polích bojoval proti Mordoru a po smrti Théodena se stal králem Rohanu.
Zúčastnil se také bitvy u Morannonu.
| Král Rohanu         | Král Rohanu | Král Rohanu              |
| ------------------- | ----------- | ------------------------ |
| Předchůdce: Théoden | Éomer       | Nástupce: Elfwine Sličný |